# Tormentas solares de mayo de 2024
Las tormentas solares de mayo de 2024 fueron tormentas solares con brotes solares intensos a extremos y componentes de tormentas geomagnéticas que se desarrollaron entre el 10 y el 13 de mayo de 2024, durante el ciclo solar 25. La tormenta geomagnética fue la más poderosa que ha afectado a la Tierra desde octubre de 2003.Produjo auroras en latitudes mucho más bajas de lo habitual, tanto en el hemisferio norte como en el sur.

## Exposición solar

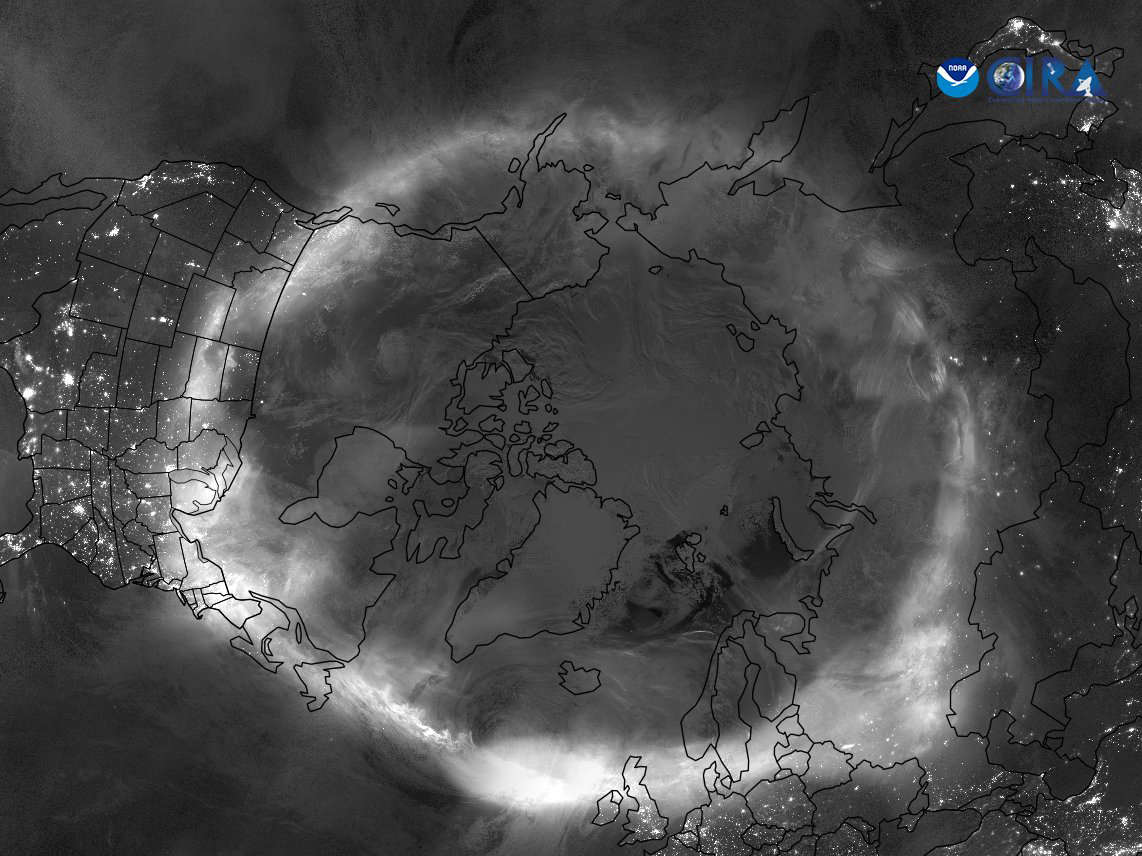
Imagen del VIIRS mostrando la aurora boreal sobre el hemisferio norte del 10 al 11 de mayo

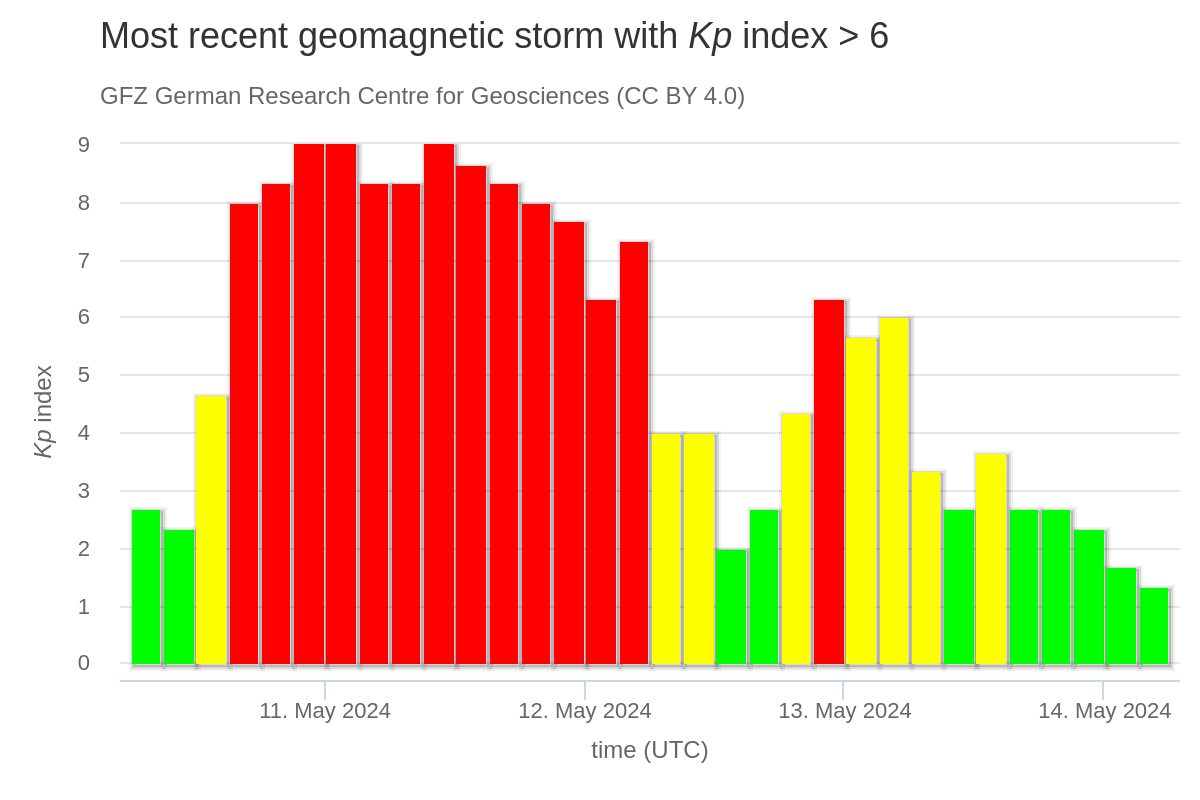
Valores del índice geomagnético K de tres horas, desde las 06:00 del 10 de mayo hasta las 06:00 UTC del 14 de mayo de 2024

El 10 de mayo de 2024, aproximadamente entre las 06:27 y las 07:06 UTC, los satélites GOES detectaron una erupción solar muy fuerte de clase X3.9. Esta llamarada se originó en la región solar activa AR13664, la mancha solar más grande registrada en el SC25 hasta ahora, y la mancha solar más grande registrada desde 2014. La mancha solar era similar en tamaño y estructura a la mancha solar que causó el Evento Carrington en 1859. La llamarada fue precedida por un evento X2.2 el 9 de mayo y fue seguida por muchas otras llamaradas de clase X y M.

## Tormenta geomagnética

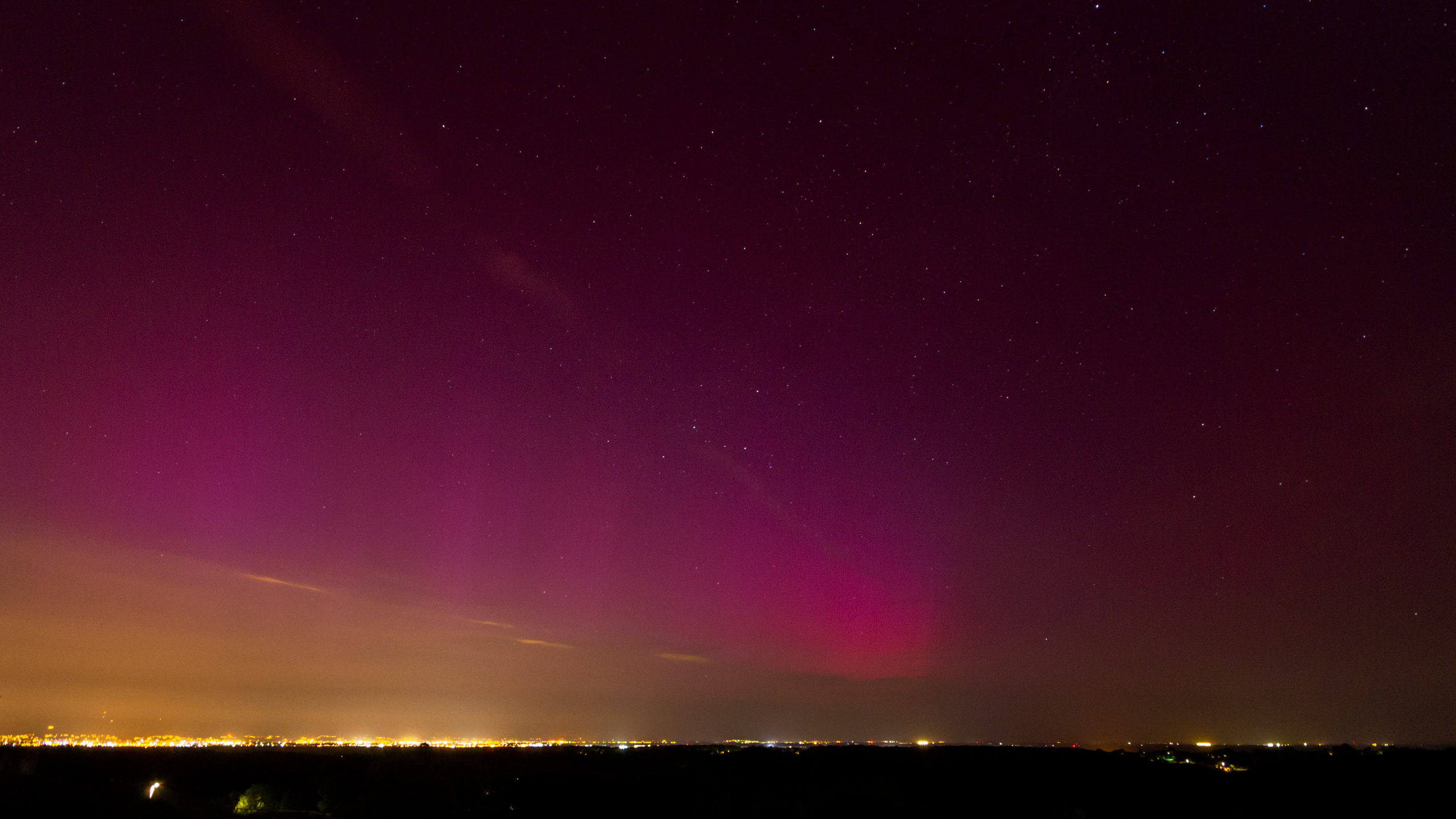
Aurora boreal en la madrugada del 11 de mayo sobre Zagreb, Croacia

Estas erupciones solares enviaron múltiples eyecciones de masa coronal (CME) de halo directamente a la Tierra. Esta CME masiva llegó a la Tierra el 10 de mayo causando una tormenta geomagnética, que hasta ahora ha alcanzado un índice Kp de 9 en las últimas horas del 10 de mayo correspondiente a una tormenta magnética extrema, o G5, y hasta ahora ha registrado un pico Dst de -351 nT, la tormenta geomagnética más intensa registrada desde 2004.

## Avistamientos de auroras
Como consecuencia de la tormenta, desde la noche del 10 de mayo se pudo apreciar una intensificación del fenómeno de las auroras polares, las cuales llegaron a ser visibles desde ambos hemisferios, incluso en latitudes bastante alejadas de los polos.
En el hemisferio sur, las auroras australes pudieron apreciarse desde zonas como la Región de Magallanes en Chile, y también en la Región de Biobío, siendo vista en Concepción, y en sectores rurales como la ciudad de Coronel,también fue vista en la Provincia de Tierra del Fuego en Argentina, el estado de Queensland en Australia y en menor medida en las costas del este de Uruguay.
En el hemisferio norte, las auroras boreales llegaron a ser visibles desde Reino Unido, España, Alemania e incluso desde estados del sur de Estados Unidos, varias partes de México, y las Bahamas.
En pocas palabras, en el hemisferio sur la Aurora fue vista hasta latitudes -22, siendo vista desde San Pedro de Atacama hacia el sur. Siendo vista con más intensidad en latitudes desde -36 hacia la Antártida.

## Impacto
La tormenta afectó negativamente la radiodifusión terrestre y las comunicaciones radiales bidireccionales en las bandas HF, VHF y UHF porque impedía que se formara la ionosfera y, por tanto, interfería con la propagación de ondas de radio. El Servicio de Clima Espacial de la Universidad Nacional Autónoma de México reportó algunos problemas en el funcionamiento de bandas de radio HF en dicho país.
En Canadá, las compañías eléctricas BC Hydro e Hydro-Québec declararon que se habían preparado para la tormenta y la monitorearon cuando su material eyectado golpeó la Tierra los días 10 y 11. A diferencia de 1989, cuando una tormenta solar anterior provocó un apagón de nueve horas de duración en Quebec, no se registraron cortes de energía como resultado de los efectos de la tormenta.
En Nueva Zelanda, Transpower declaró una emergencia en la red y puso fuera de servicio algunas líneas de transmisión como medida de precaución contra la tormenta.
En Chile, la aplicación Bipay sufrió una falla el sábado 11 de mayo por perturbaciones geomagnéticas al no cargar esta y quedarse en blanco, impidiendo el pago del pasaje del transporte público de Chillán. La empresa inició labores para solucionar el problema. La Seremi de Transportes vinculó el fallo a la tormenta solar.
En la región del Medio Oeste de Estados Unidos y en algunas zonas de Canadá, se registraron problemas en el funcionamiento de satélites GPS, afectando principalmente a maquinaria agrícola con el sistema implementado y obligando a paralizar en algunos casos las labores de siembra.
En la madrugada del sábado 11 de mayo Elon Musk, CEO de SpaceX, anunció a través de X/Twitter que la red de satélites de internet Starlink se mantenía operativa aunque bajo una «gran presión» debido a la tormenta. Durante la jornada la empresa alertó sobre una «degradación» en el servicio.
Investigadores de la Universidad de Victoria descubrieron que la tormenta geomagnética activó brújulas en observatorios submarinos desplegados a una profundidad de hasta 2,7 kilómetros bajo la superficie del océano.
Algunos usuarios de drones aéreos que volaban durante la tormenta experimentaron un comportamiento inusual, incluida la dificultad para mantener una sustentación de manera estable, la interrupción de las señales GPS y, en algunos casos, la pérdida repentina de control que resultó en estrellamientos. Los drones dependen del GPS y de señales magnéticas para mantener la posición durante el vuelo, los que se ven afectados por la actividad geomagnética.
A las 00:19 UTC del 13 de mayo, el satélite GOES-16, el principal satélite meteorológico geoestacionario operativo en la posición GOES Este, que proporciona una vista centrada en las Américas, dejó de transmitir todos los datos. La transmisión de datos se reanudó casi dos horas más tarde, a las 02:00 UTC. Poco después, se produjo una segunda pérdida de transmisión de datos, que duró once minutos, desde las 03:19 UTC hasta las 03:30 UTC.

## Galería
- Wikimedia Commons alberga una galería multimedia sobre las tormentas solares en mayo de 2024.

|                                                   |
| Vista de la aurora boreal desde Cracovia, Polonia |

|                                                   |
| La aurora boreal vista desde Estrasburgo, Francia |

|                                             |
| Aurora boreal vista desde Mazatlán, México. |

|                                                 |
| Aurora austral vista desde Melbourne, Australia |